# Familjen Oppenheim
Familjen Oppenheim är en tysk judisk bankfamilj som grundade Europas största privata bank, Sal. Oppenheim. Enligt Manager Magazin 2008 var familjen Oppenheim bland de 30 rikaste familjerna i Tyskland, med tillgångar över 8 miljarder euro.

## Historia
Salomon Oppenheim grundade bankfirman Sal. Oppenheim i slutet av 1700-talet. Fram till försäljningen 2009, var Sal. Oppenheim den största privatägda banken i Europa, med tillgångar på 348 miljarder euro.
Familjen Oppenheim var också med och grundade tyska Colonia-Versicherung och sålde sin majoritetsandel för 3 miljarder DM 1989. 820 miljoner DM användes för att öka bankens eget kapital, medan resten (över 2 miljarder DM) betalades ut till familjen.